# リエック・マチャル
リエック・マチャル・テニィ（英語: Riek Machar Teny、1950年 - ）は、南スーダンの政治家。現在、同国の第一副大統領。副大統領を歴任した。独立までは南部スーダン自治政府の副大統領を務めていた。ヌエル族（ヌアー族）。日本語メディアでは「マシャール」とも表記される。

## 経歴
1950年、英埃領スーダンレール生まれ。ジョン・ガラン大佐率いるスーダン人民解放軍（SPLA/M）の最も初期のメンバーの一人である。1991年、ラム・アコル、ゴードン・コング・チュオルとともに分派SPLAナシル派を結成する。その後1993年から1994年までSPLA統一派に参加し、武装闘争を調整した。そしてSPLM/SPLAの見解である統一を維持した「新スーダン」路線を否定し、南部スーダン住民の民族自決権が合法であることを宣言した。
マチャルはイギリス出身の援助員だったエマ・マキューンと結婚した。第一子妊娠中だったエマは1993年、ナイロビで自動車事故のために死亡している。 
1997年、南スーダンの民族自決を合法化する内容を包括したハルツーム和平協定が締結されると署名している。
1997年から2002年まで、南部スーダン国防軍（SSDF、その後SSIM）の司令官となり、1997年8月7日から2000年1月31日まで、南部スーダン調整評議会議長兼スーダン共和国大統領補佐官を務めた。2005年8月11日から南部スーダン副大統領に就任し、2011年7月9日に南スーダン共和国として独立したことに伴い同国副大統領に就任した。
しかし、2013年7月にキール大統領により副大統領職を解任され、同年12月にはマチャル支持派と政府軍の間で戦闘が勃発（南スーダンクーデター未遂事件 (2013年)）。周辺諸国の介入もあり2015年8月には両者が和平に合意、2016年4月にキールを引き続き大統領、マチャルを第一副大統領とする暫定政権が発足した（2013年より副大統領職を引き継いだジェームズ・ワニ・イッガは引き続き副大統領のまま）。しかし和平は長く続かず、同年7月8日に両者が面会中に双方の警護隊が衝突したことをきっかけに再び両者の対立が激化し、7月23日にマチャルは第一副大統領を再び解任された。その後、キールに対する反政府勢力に武力闘争を呼びかけたことで和平を目指す周辺諸国からの顰蹙を買い、やむなく南アフリカに拠点を移した。
2018年8月5日にスーダンにてキール大統領と統一政府樹立に合意。3ヶ月以内に発足する、3年間限定の移行政府の第一副大統領に就任することが決定した。その後、移行政府の発足は2020年2月22日まで延期され、期限前日の2月21日になってマチャルが第一副大統領への就任宣誓を行った。しかし合意内容はほぼ履行されることなく2年半が過ぎ、2022年8月にはキール大統領が選挙実施の困難さを理由に暫定統治期間を2年間延長し、総選挙は2024年12月に延期された。マチャルも協定の履行を確実にすること理由として、移行期間の延長に同意した。
2025年3月下旬、キール派とマチャル派のSPLM-IOの間で軍事衝突が発生した。27日、SPLM-IOはマチャルが南スーダン軍によって逮捕されたと発表した。

## 関連図書
- Douglas H. Johnson (2003) The Root Causes of Sudan's Civil Wars (African Issues), Indiana University Press, ISBN 0-253-21584-6
- Deborah Scroggins (2004) Emma's War Vintage Books USA - Academi, ISBN 0-375-70377-2
- Maggie McCune (1999) Till The Sun Grows Cold Headline Book Publishing Ltd, ISBN 0-7472-7539-4